# Puntate di Giustizia per tutti
Le sei puntate della miniserie televisiva Giustizia per tutti sono state trasmesse in prima visione su Canale 5 dal 18 al 31 maggio 2022 in tre prime serate.
| nº | Titolo       | Titolo          | Prima TV       |
| nº | In streaming | In chiaro       | Prima TV       |
| -- | ------------ | --------------- | -------------- |
| 1  | Episodio 1   | Prima puntata   | 18 maggio 2022 |
| 2  | Episodio 2   | Prima puntata   | 18 maggio 2022 |
| 3  | Episodio 3   | Seconda puntata | 25 maggio 2022 |
| 4  | Episodio 4   | Seconda puntata | 25 maggio 2022 |
| 5  | Episodio 5   | Terza puntata   | 31 maggio 2022 |
| 6  | Episodio 6   | Terza puntata   | 31 maggio 2022 |

## Prima puntata

### Episodio 1
- Diretto da: Maurizio Zaccaro
- Scritto da: Andrea Nobile

#### Trama
Appena uscito dal carcere, Roberto Beltrami si mette subito all'opera per scoprire chi ha realmente ucciso sua moglie e si fa assumere dallo studio di Victoria Bonetto, figlia dell'avvocato che aveva deciso di non difenderlo al processo, per far uscire dal carcere Mario Sileo, il testimone chiave del caso. Beltrami non vive bene la sua libertà ritrovata poiché sua figlia Giulia, anche ora che è uscito dal carcere, non vuole avere a che fare con lui.
- Altri interpreti: Riccardo Lombardo (Mario Sileo), Rossella Brescia (Gabriella).
- Ascolti: telespettatori 3 736 000 – share 20,70%[3].

### Episodio 2
- Diretto da: Maurizio Zaccaro
- Scritto da: Andrea Nobile e Salvatore De Mola

#### Trama
Roberto Beltrami continua la sua collaborazione con lo studio Bonetto e si ritrova a seguire il caso di Anna Lorenzi, una poliziotta finita in carcere per aver ucciso con tre coltellate Luca Costa, il ragazzo che ha ucciso sua figlia Elena dopo averla violentata. La donna fa perdere le proprie tracce durante un permesso e cerca di uccidere Simone, il ragazzo che costringeva sua figlia a prostituirsi e che aveva ucciso Costa, ma Beltrami riesce a fermarla in tempo. 
Il padre di Victoria Bonetto capisce che Roberto può essere un pericolo perché è stato furbo a far riaprire il caso di sua moglie e così lo fa pedinare.
- Altri interpreti: Anna Ferruzzo (Anna Lorenzi), Marilina Succo (Patrizia Tempesta).
- Ascolti: telespettatori 3 736 000 – share 20,70%[3].

## Seconda puntata

### Episodio 3
- Diretto da: Maurizio Zaccaro
- Scritto da: Marcello Olivieri e Nicholas Di Valerio

#### Trama
Roberto indaga su Tommaso Randelli, una delle ultime persone che ha visto viva sua moglie e con il quale viene alle mani, e cerca di riavvicinarsi alla figlia. In parallelo si occupa del caso di Saverio Langio, nella cui auto dopo un incidente viene trovato il cadavere del fratello Cosimo. Roberto scoprirà che ad uccidere l'uomo è stata Carla, la moglie di Saverio, che lo ha spinto dalle scale dopo un duro litigio.
- Altri interpreti: Elisabetta Scarano (Monique).
- Ascolti: telespettatori 2 414 000 – share 13,20%[4].

### Episodio 4
- Diretto da: Maurizio Zaccaro
- Scritto da: Maurizio Zaccaro

#### Trama
Julio Navarro è accusato dell’omicidio di Cecilia Favre, una donna cieca presso cui lavorava come domestico. La moglie dell'uomo, Maria Pilar, si rivolge a Roberto per difenderlo da questa ingiusta accusa. La Pilar confesserà di aver aggredito la vittima poiché aveva fatto della avances a suo marito ma ad uccidere Cecilia soffocandola nel letto si scopre essere stato il suo vicino di casa, il dottor Montorsi, geloso anch'egli del rapporto tra lei e il domestico.
Nel frattempo Roberto viene denunciato da Randelli per aggressione e chiede a Victoria di difenderlo.
- Altri interpreti: Valeria Cavalli (Cecilia Favre), Roberto Accornero (dottor Montorsi), Miloud Mourad Benamara (Cherif).
- Ascolti: telespettatori 2 414 000 – share 13,20%[4].

## Terza puntata

### Episodio 5
- Diretto da: Maurizio Zaccaro
- Scritto da: Marcello Olivieri e Nicholas Di Valerio

#### Trama
Roberto continua ad aiutare l'avvocatessa Victoria per le indagini di casi di malagiustizia. I due avranno a che fare con il caso di Fabio, un caro amico di Roberto sospettato ingiustamente dell'omicidio della sua amante; difatti l'ex fotografo riuscirà a dimostrare l'innocenza del suo amico trovando le prove contro il tassista Luigi Santini.
- Altri interpreti: Fabrizio Odetto (Luigi Santini).
- Ascolti: telespettatori 2 748 000 – share 16,10%[5].

### Episodio 6
- Diretto da: Maurizio Zaccaro
- Scritto da: Maurizio Zaccaro e Andrea Nobile

#### Trama
Un altro caso è quello del professore universitario Franco Murgia sospettato di essere l'assassino di una studentessa. Roberto scoprirà che ad uccidere la ragazza è stata la figlia dell'uomo, Gloria, gelosa che il padre avesse l'amante.
Il rapporto tra Roberto e sua figlia Giulia migliora di giorno in giorno, mentre la relazione con Victoria è ancora in fase esplorativa. Roberto deve far fronte al caso che più gli sta a cuore, la morte di sua moglie Beatrice, per la quale ha ingiustamente scontato dieci anni di carcere. Roberto si accorge che qualcuno lo sta pedinando per evitare che la verità venga a galla tanto che viene colpito dallo scagnozzo dell'assassino della moglie che si trova in auto, in quanto gli è stato ordinato da Carlo Bonetto. Sua figlia Giulia e Daniela assistono alla scena da lontano e una volta steso a terra le due chiamano con urgenza l'ambulanza. Roberto si salverà mentre Carlo Bonetto verrà arrestato per essere stato il mandante dell'omicidio di Beatrice e dell'agguato a Beltrami.
- Altri interpreti: Rodolfo Corsato (professor Franco Murgia), Gianni Bissaca (professor Maggi), Giada Di Palma (Gloria Murgia).
- Ascolti: telespettatori 2 748 000 – share 16,10%[5].